# Гревс, Константин Алексеевич
Константин Алексеевич Гревс (1830—1874) — Генерал-майор, командир эскадрона в лейб- гвардии Кавалергардском полку.

## Биография

Генерал-майор К. А. Гревс в парадном мундире

Родился в 1830 году. Сын участника Отечественной войны 1812 года Гревса Алексея Александровича. На службу поступил 1 января 1846 года юнкером в Сумской гусарский полк. 17 сентября 1847 года произведен в корнеты. В 1848 году переведен в кирасирский военного ордена полк.
В 1849 году произведен в поручики. 16 июня 1850 года прикомандирован к кавалергардскому полку и 15 сентября 1851 года переведен туда корнетом. В 1852 году произведен в поручики, с 14 марта 1853 года по 29 января 1857 года он был адъютантом 1-й гвардейской кирасирской бригады, а в 1855 году произведен в штабс-ротмистры.
С 5 ноября 1860 года по 5 сентября 1861 года командовал 3-м эскадроном, а с 5 сентября по 26 августа 1865 года командовал резервным эскадроном и 23 марта 1866 года назначен командиром Киевского гусарского полка. С 16 января 1871 года командовал лейб-гвардейским кирасирским Её Величества полком.
Скончался 9 апреля 1874 года. Погребен в родовом имении Ставидлы Киевской губернии.